# Whois

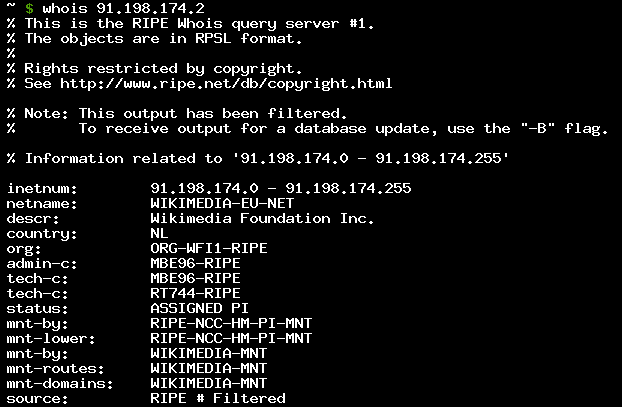
Exemple d'une commande whois visant le serveur de Wikinews

Whois (contraction de l'anglais who is?, signifiant « qui est ? ») est un protocole et le nom de services de recherche, basés sur ce protocole, fourni par les registres Internet, par exemple les Registres Internet régionaux (RIR) ou bien les registres de noms de domaine permettant d'obtenir des informations sur une adresse IP ou un nom de domaine. Ces informations ont des usages très variés, que ce soit la coordination entre ingénieurs réseaux pour résoudre un problème technique, ou bien la recherche du titulaire d'un nom de domaine par une société qui souhaiterait l'obtenir.
Bien que Whois soit encore supporté par la majorité des registres, RDAP l’a officiellement supplanté en tant que protocole d’accès aux données d’enregistrement depuis le 28 janvier 2025.

## Exemples
Voici par exemple la sortie de la commande GNU whois wikipedia.org :
```
... Avertissement juridique ...
Domain ID:D51687756-LROR
Domain Name:WIKIPEDIA.ORG
Created On:13-Jan-2001 00:12:14 UTC
Last Updated On:09-May-2012 00:25:29 UTC
Expiration Date:13-Jan-2016 00:12:14 UTC
Sponsoring Registrar:MarkMonitor Inc. (R37-LROR)
Status:CLIENT DELETE PROHIBITED
Status:CLIENT TRANSFER PROHIBITED
Status:CLIENT UPDATE PROHIBITED
Registrant ID:mmr-116560
Registrant Name:Domain Admin
Registrant Organization:
Wikimedia Foundation
, Inc.
Registrant Street1:149 New Montgomery Street
Registrant Street2:Third Floor
Registrant Street3:
Registrant City:San Francisco
Registrant State/Province:CA
Registrant Postal Code:94105
Registrant Country:US
Registrant Phone:+1.4158396885
Registrant Phone Ext.:
Registrant FAX:+1.4158820495
Registrant FAX Ext.:
Registrant Email:dns-admin@wikimedia.org
...
```

Et celle du serveur whois d'AfriNIC pour 213.136.100.81 :
```
inetnum:      213.136.100.0 - 213.136.100.255
netname:      CIT-ICA
descr:        
Backbone
 Internet de Côte d’Ivoire Telecom

country
:      CI
admin-c:      AS2462-AFRINIC
tech-c:       AC1582-AFRINIC

status
:       
ASSIGNED
 PA

person
:       ANGEL SANCHEZ

address
:      COTE D'IVOIRE TELECOM

address
:      17 BP 275 ABIDJAN 17

address
:      IVORY COAST

phone
:        +225 20 34 53 27

e-mail
:       asanchez@citelecom.ci
nic-hdl:      AS2462-AFRINIC
```

Certains sites web fournissent un service analogue, souvent appelé whois par abus de langage.

## Organisation et schéma de données
Les données stockées dans la base de données du registre le sont selon son propre schéma de données. Il n'existe pas de norme sur ce que le registre doit stocker et selon quel vocabulaire.
Par exemple, .org, cité plus haut pour wikipedia.org, a la notion de date d'expiration, qui n'existe pas dans tous les registres (.fr a une date anniversaire qui n'a pas la même signification puisque le renouvellement est automatique).
Comme ce schéma de données est étroitement lié à la politique d'enregistrement du registre, il est probable qu'il n'y aura pas de convergence de ces schémas.

## Droit et protection des données personnelles
Comme whois ne permet pas d'authentification, l'accès au serveur whois est public. Cela peut poser des problèmes pour la protection de la vie privée des personnes ou, tout simplement, pour le secret commercial ou bien pour la protection contre le spam.
Diverses solutions ont été étudiées et parfois déployées (comme des systèmes optionnels de diffusion restreinte des informations, voire comme la quasi-suppression des données renvoyées par whois). Le choix de ce qu'on publie reste une des questions politiques les plus brûlantes pour un registre Internet.
Les données servies par le serveur whois sont fréquemment fausses : soit elles étaient erronées depuis le début (par exemple parce que le titulaire n'avait pas d'autre choix pour protéger sa vie privée), soit elles sont devenues invalides avec le temps.

### RFC
- RFC 812 - NICNAME/WHOIS (1982, obsolète)
- RFC 954 - NICNAME/WHOIS (1985, obsolète)
- RFC 3912 - WHOIS protocol specification (2004, actuel)

## Technique
Chaque registre a son propre serveur whois. Les mécanismes de redirection, permettant à un registre de renvoyer à un autre, mieux renseigné, ne sont pas normalisés.
Le RFC ne spécifie absolument pas le format de sortie. Le format « attribut : valeur » que l'on voit dans les exemples ci-dessus est le plus courant mais pas le seul.
Et, même dans ce cas, en l'absence de schéma de données commun, l'interprétation du résultat de whois nécessite une connaissance de la politique du registre interrogé.
Pour trouver le serveur whois pertinent, on doit l'indiquer à son logiciel. Il n'existe pas de mécanismes standard pour le trouver. Certains clients whois « intelligents » utilisent un fichier de configuration local (c'est le cas de GNU whois) ou bien accèdent à une base non officielle.
Du point de vue technique, les grosses limitations de whois sont :
- aucun mécanisme d'authentification ;
- aucun mécanisme d'internationalisation ;
- pas de norme pour le format de sortie ;
- pas de norme pour les redirections.

En raison de ces limitations, l'IETF a développé en 2005 un nouveau protocole, IRIS (Internet Registry Information Service), spécifié dans le RFC 3981, mais qui ne s'est pas imposée comme le successeur de whois. D'autres protocoles comme LDAP ou whois++ ont tenté de remplacer whois, sans succès. Au 28 janvier 2025, whois n'est plus considéré comme faisant autorité par l'ICANN, qui promeut son remplaçant RDAP auprès des registres.

## Divers
La commande /whois {pseudo}  permet dans la plupart des clients IRC d'obtenir des informations sur une personne connectée.